# Leônidas da Silva
Leônidas da Silva (Rio de Janeiro, 1913. szeptember 6. – Cotia, 2004. január 24.) korábbi afrikai származású brazil labdarúgócsatár, edző, kommentátor. Az 1938-as labdarúgó-világbajnokság gólkirálya.